# 段正興
大理景宗段正興，又名段譽長、段义长、段易长。後大理國第3位君主，大理国第十七世皇帝，廟號「景宗」，謚號「正康皇帝」，1147年─1171年在位，在位期間24年。
1147年，父親段和譽因诸子内争外叛，禪位为僧，段正興即位，翌年改元永贞，年號經歷永貞（1148年）、大寶（1149年—1156年）、龍興（1157年—1161年）、盛明（1162年—1163年）、建德（1164年—1171年）。段正興以高明量子高量成为相国。1150年，由高氏出兵镇压腾越（今云南腾冲）、永昌（今云南保山）民变及三十七部反抗。同年，高量成让相位，以其侄高寿贞为相国、中国公。1163年，高寿贞卒，又以其子高寿昌为中国公，主国事。1171年（一说1172年），禪位於其子段智興後，出家為僧。

## 家庭
- 子女
  - 段易長生，大理國太子。[1]
  - 段智興，又作段易長興，大理宣宗功極帝。
  - 段氏，嫁高量成。
  - 段易長順，嫁高妙音護。[2]